# Xã South Homestead, Quận Barton, Kansas
Xã South Homestead (tiếng Anh: South Homestead Township) là một xã thuộc quận Barton, tiểu bang Kansas, Hoa Kỳ. Năm 2010, dân số của xã này là 322 người.